# Гідард
Гідард (нід. Hidaard) — село в нідерландській провінції Фрисландія. Входить до муніципалітету Південно-Західна Фрисландія.
Його площа становить 2,43км², а населення станом на 2021 рік складало 125 осіб.
Перша згадка про населений пункт датується 13-им сторіччям.

## Галерея

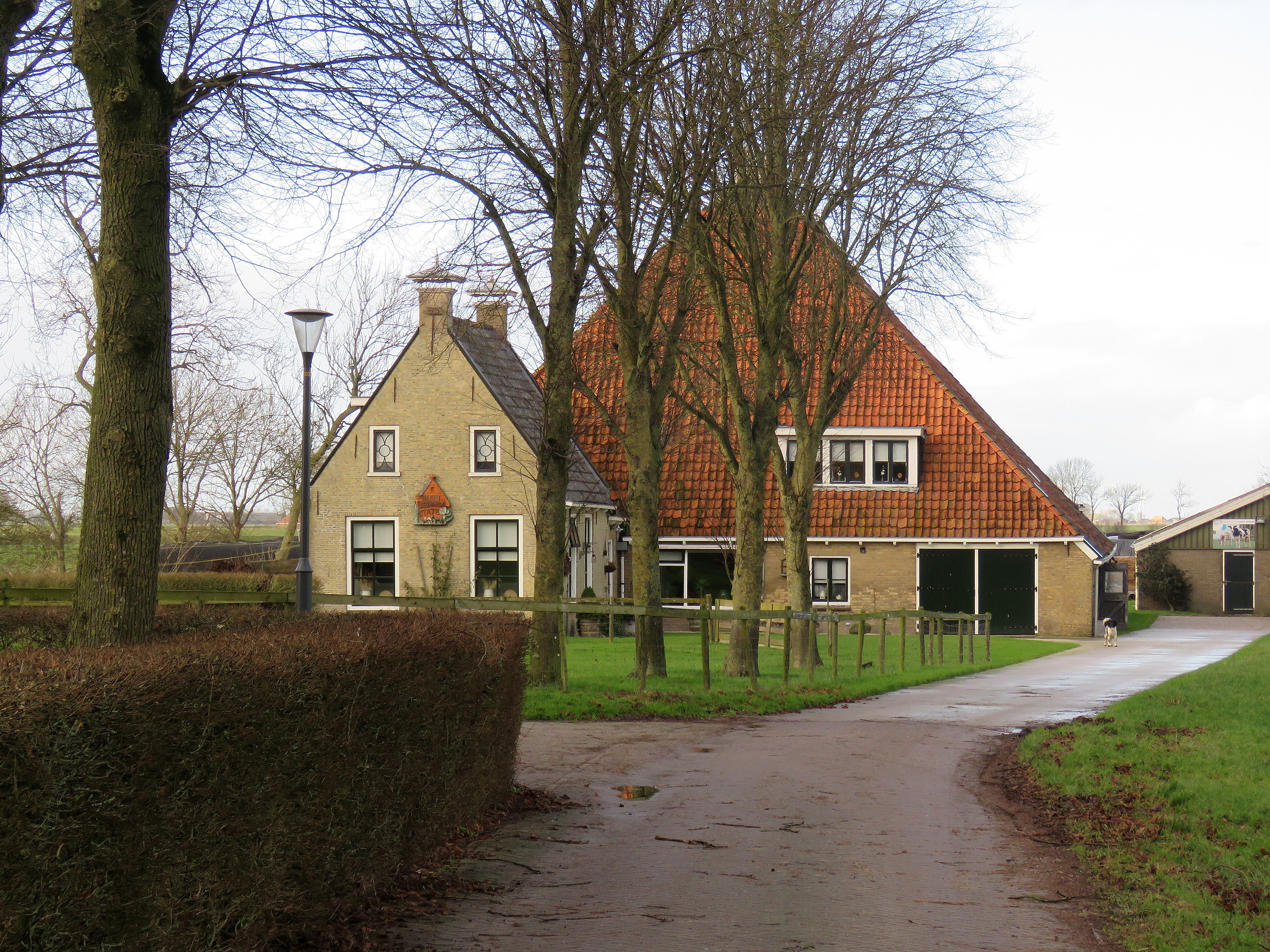
Ферма у Гідарді
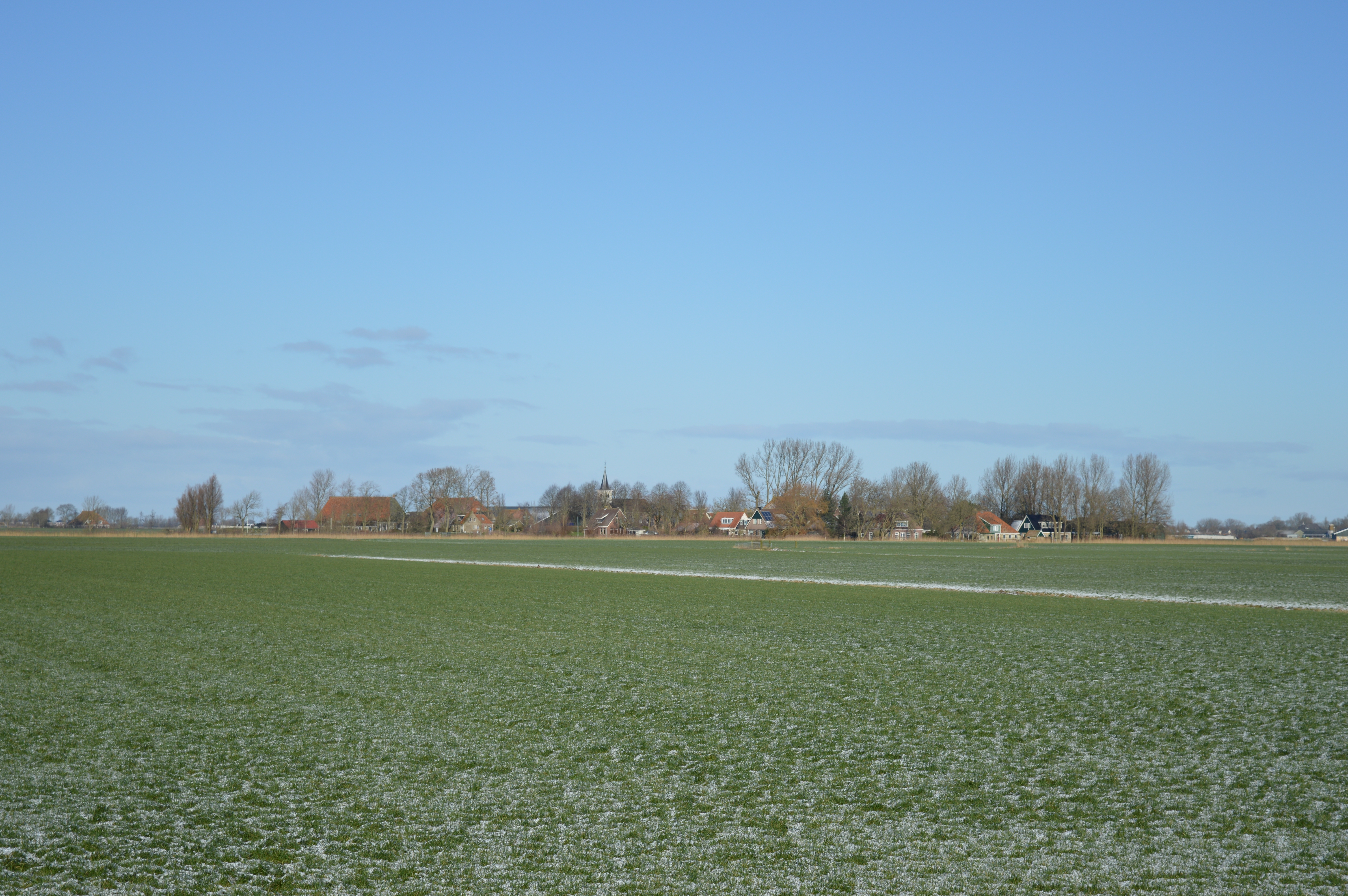
Сільська панорама